# HD14433
HD14433 — хімічно пекулярна зоря спектрального класу A2, що має видиму зоряну величину в смузі V приблизно  6,4.
Вона  розташована на відстані близько 2938,3 світлових років від Сонця.

## Пекулярний хімічний вміст
Зоряна атмосфера HD14433 має підвищений вміст 
Si
.